# Wheatland Township (comté de Will, Illinois)
Pour les articles homonymes, voir Wheatland Township.
Wheatland Township est un township du comté de Will dans l'Illinois, aux États-Unis,. En 2010, le township comptait une population de 81 472 habitants.

## Source de la traduction
- (en) Cet article est partiellement ou en totalité issu de l’article de Wikipédia en anglais intitulé « Wheatland Township, Will County, Illinois » (voir la liste des auteurs).